# Tabanus obscuratus
Tabanus obscuratus är en tvåvingeart som beskrevs av Walker 1864. Tabanus obscuratus ingår i släktet Tabanus och familjen bromsar. Inga underarter finns listade i Catalogue of Life.